# Ramat ha-Szofet
Ramat ha-Szofet (hebr. רמת השופט; ang. Ramat HaShofet; pol. Wzgórze Sędziego) – kibuc położony w Samorządzie Regionu Megiddo, w Dystrykcie Północnym, w Izraelu. Członek Ruchu Kibuców (Ha-Tenu’a ha-Kibbucit).

## Położenie
Kibuc Ramat ha-Szofet jest położony na wysokości od 220 do 250 metrów n.p.m. w północnej części płaskowyżu Wyżyny Manassesa na północy Izraela. Osada znajduje się na północnym zboczu wzgórza, które stromo obniża się w kierunku północnym do wadi strumienia ha-Szofet. Wśród położonych na wschodzie zalesionych wzgórz wije się wadi strumienia Gahar. Oba te strumienie spływają w kierunku wschodnim do Doliny Jezreel. Natomiast na południowy zachód od kibucu znajdują się źródła strumienia Szelef, który płynie w kierunku zachodnim do strumienia Nachal Dalijja i spływa na równinę przybrzeżną Izraela. Tereny wokół kibucu są wykorzystywane rolniczo. W jego otoczeniu znajduje się miasto Jokne’am, kibuce Ha-Zore’a, Miszmar ha-Emek, En ha-Szofet, Dalijja i Ramot Menasze, moszawy Jokne’am, moszawu Eljakim, oraz wioska komunalna En ha-Emek. Na północny zachód od kibucu jest elektrownia Chaggit.
Ramat ha-Szofet jest położony w Samorządzie Regionu Megiddo, w Poddystrykcie Jezreel, w Dystrykcie Północnym Izraela.

## Historia
Pierwotnie w okolicy tej istniała arabska wioska Ar-Rihanija. W wyniku I wojny światowej w 1918 roku cała Palestyna przeszła pod panowanie Brytyjczyków, którzy w 1922 roku formalnie utworzyli na tym obszarze Mandat Palestyny. Umożliwiło to w kolejnych latach rozwój osadnictwa żydowskiego w Palestynie. W takich okolicznościach, w latach 30. XX wieku żydowskie organizacje syjonistyczne zaczęły wykupywać pierwsze grunty na Wyżynie Manassesa. Arabowie z wiosek położonych w tej okolicy byli bardzo niechętni rozwojowi żydowskiego osadnictwa i nie wyrażali zgody na sprzedaż ziemi. Pomimo to, w 1937 roku powstał kibuc En ha-Szofet, a w 1939 roku kibuc Dalijja. W konsekwencji arabskiego powstania w Palestynie (1936–1939) żydowska organizacja paramilitarna Hagana utworzyła w ich sąsiedztwie ośrodek szkoleniowy Dżo’ara. Lokalizacji tej sprzyjało izolowane położenie i stosunkowo niewielka obecność brytyjskich sił policyjnych w okolicy. W latach 1938–1948 przeszkolenie przeszło ponad tysiąc oficerów, którzy później tworzyli podstawy Sił Obronnych Izraela. Podczas II wojny światowej Brytyjczycy wzmocnili swoją współpracę z Haganą, tworząc i szkoląc kompanie szturmowe Palmach. W pobliskim kibucu Miszmar ha-Emek w kwietniu 1942 roku zorganizowano pierwszy kurs sabotażu dla komandosów Palmach. Ćwiczenia odbywały się wśród wzgórz Wyżyny Manassesa i w otoczeniu bazy Dżo’ara. W ten sposób, cały ten obszar był mocno zdominowany przez Żydów i silnie kontrolowany przez Haganę. W takich okolicznościach, w dniu 2 listopada 1941 roku utworzono kibuc Ramat ha-Szofet.
Grupa założycielska tego kibucu składała się z żydowskich imigrantów z Polski, Litwy, Węgier i Bułgarii. Byli to młodzi ludzie związani z młodzieżową organizacją syjonistyczną Ha-Szomer Ha-Cair. Po przybyciu do Mandatu Palestyny zamieszkali w Rechowot i Ra’ananna, gdzie przeszli oni szkolenie rolnicze oraz zdobyli potrzebne doświadczenie. Po przyjechaniu na Wyżynę Manassesa założyli swój własny kibuc Ramat ha-Szofet (pol. Wzgórze Sędziego), który nazwali na cześć amerykańskiego sędziego Juliana Williama Mack’a. Był on pochodzenia żydowskiego i bardzo mocno wspierał idee syjonizmu, popierając osadnictwo żydowskie w Palestynie. Początki istnienia kibucu były niezwykle ciężkie. Większość okolicznych gruntów była położona na zboczach wzgórz, była słaba i pokryta grubą warstwą kamieni, przez co nie nadawała się do działalności rolniczej. Pionierzy oczyszczali niewielkie kawałki ziemi, na których tworzyli ogródki warzywne. Dopiero z czasem można było rozwinąć normalną działalność rolniczą.
Poszukując skutecznego rozwiązania narastającego konfliktu izraelsko-arabskiego w dniu 29 listopada 1947 roku została przyjęta Rezolucja Zgromadzenia Ogólnego ONZ nr 181. Zakładała ona między innymi, że kibuc Ramat ha-Szofet miał znaleźć się w granicach nowo utworzonego państwa żydowskiego. Arabowie odrzucili tę Rezolucję i dzień później doprowadzili do wybuchu wojny domowej w Mandacie Palestyny. Na samym jej początku siły Arabskiej Armii Wyzwoleńczej zajęły pobliskie wioski i sparaliżowały żydowską komunikację w regionie. Następnie, w dniach od 4 do 14 kwietnia 1948 roku w okolicy doszło do bitwy o Miszmar ha-Emek. Po pięciu dniach walk, jednostki Palmach zdołały przeprowadzić z rejonu Dżo’ara kontratak, przejmując inicjatywę i rozstrzygając losy bitwy na swoją korzyść. Następnie w dniu 30 kwietnia 1948 roku siły żydowskie zajęły i wysiedliły sąsiednią wioskę Ar-Rihanija. Po wojnie jej ziemie przejął kibuc Ramat ha-Szofet. W wyniku I wojny izraelsko-arabskiej Izraelczycy przejęli kontrolę nad całym obszarem Wyżyny Manassesa, stwarzając dogodne warunki dla dalszego rozwoju tutejszych osad rolniczych. Lata 70. XX wieku były szczytowym momentem rozwoju kibucu Ramat ha-Szofet. W latach 90. XX wieku kibuc przeszedł kryzys gospodarczy, w wyniku czego w 2003 roku przeprowadzono częściową prywatyzację. W latach 2009–2010 w północnej części osady wybudowano nowe osiedle mieszkaniowe. W 2012 roku rozpoczęto budowę dwóch kolejnych osiedli.

## Demografia
Większość mieszkańców kibucu jest Żydami, jednak nie wszyscy identyfikują się z judaizmem. Tutejsza populacja jest świecka:

## Gospodarka i infrastruktura
Gospodarka kibucu opiera się na rolnictwie, sadownictwie, hodowli bydła mlecznego i fermie drobiu. Obora daje rocznie ponad 3 mln litrów mleka. Ferma drobiu produkuje poza jajkami ponad 2 tys. ton mięsa rocznie. Sad koncentruje się na uprawach awokado, migdałowców i oliwek. Firma Polygal jest światowym liderem w produkcji płyt osłonowych i dachowych z poliwęglanów, oraz materiały konstrukcyjne z polipropylenu. Firma Keter Plastic Ltd. produkuje różnorodne sprzęty wykończenia wnętrz domów. W kibucu jest przychodnia zdrowia, sklep wielobranżowy oraz warsztat mechaniczny.

## Transport
Z kibucu wyjeżdża się na południe na drogę nr 6954, którą jadąc na południe dojeżdża się do skrzyżowania z drogą nr 6953 przy kibucu En ha-Szofet, lub jadąc na zachód do skrzyżowania z drogą nr 672 lub dalej do kibucu Ramot Menasze. Drogą nr 6953 można dojechać do położonego na wschodzie kibucu Miszmar ha-Emek i drogi nr 66. Natomiast drogą nr 672 można dojechać na południe do kibucu Dalijja, lub na północny wschód do wioski komunalnej En ha-Emek i moszawu Eljakim oraz węzła drogowego z drogą ekspresową nr 70. Na zachód od kibucu przebiega autostrada nr 6, brak jednak możliwości bezpośredniego wjazdu na nią (wjazd z drogi ekspresowej nr 70).

## Edukacja i kultura
Kibuc utrzymuje przedszkole. Starsze dzieci są dowożone do szkoły podstawowej i średniej w kibucu En ha-Szofet. W kibucu znajduje się ośrodek kultury z biblioteką, oraz niewielkie muzeum prezentujące historię rozwoju osady. Z obiektów sportowych jest basen kąpielowy oraz sala sportowa z boiskiem do koszykówki. Przy kibucu znajduje się siedziba władz administracyjnych Samorządu Regionu Megiddo.

## Turystyka
Przy kibucu jest wioska turystyczna Góra Karmel, w której można wynająć pokoje noclegowe i zjeść posiłek w restauracji. Oferta turystyczno-rekreacyjna jest bogata i zawiera między innymi piesze wycieczki z przewodnikiem po okolicy. Położone na południowym zachodzie wadi strumienia Szelef jest porośnięte bujną roślinnością. W 2013 roku przeprowadzono tam prace porządkowe, udostępniając małe jeziorka oraz niewielki naturalny basen. Są to popularne miejsca wycieczkowe, gdzie w upalne dni można znaleźć ochłodę. W cieniu drzew wystawiono ławki. Z kibucu można również organizować piesze lub rowerowe wycieczki do położonych na zachodzie wzgórz Wyżyny Manassesa. Obszar całej wyżyny stanowi od 2011 roku rezerwat biosfery UNESCO. Rezerwat biosfery obejmuje obszary zalesione, źródła strumieni, wzgórza wulkaniczne i stanowiska archeologiczne.